# 오리온 (영화)
《오리온》(영어: Orion)은 2015년 공개된 미국의 판타지 액션 스릴러 드라마 영화이다. 아시얼 노턴 감독의 2번째 장편 영화이며, 캐나다에서는 2015년, 영국에서는 2016년, 미국에서는 2017년 공개되었다. 릴리 콜, 데이비드 아켓 등이 출연하였다.

## 출연진
- 릴리 콜
- 데이비드 아켓